# Bathygobius crassiceps
Bathygobius crassiceps és una espècie de peix de la família dels gòbids i de l'ordre dels perciformes.

## Morfologia
Els mascles poden assolir els 5,3 cm de longitud total.

## Distribució geogràfica
Es troba a les Seychelles i Samoa Occidental.